# Transition in Spanien
Unter Transición versteht man in Spanien die Übergangsphase vom Franquismus zu einer parlamentarischen Monarchie. Gewöhnlich versteht man darunter die Zeit zwischen Francisco Francos Tod im November 1975 und der politischen Wende von 1982, als die während der Diktatur verbotene sozialistische Partei PSOE unter Felipe González als neuer Wahlsieger die Regierung stellte. Der misslungene Putschversuch vom 23. Februar 1981 und die Fernsehansprache des Königs Juan Carlos I. für den Demokratieprozess am frühen 24. Februar 1981 beendeten die Hoffnungen der Franquisten, an der politischen und effektiven Macht bleiben zu können.

## Vorgeschichte

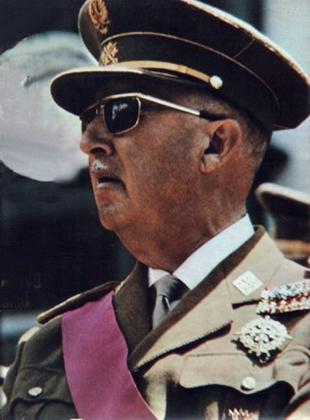
Francisco Franco, 1969

Mitte Oktober 1975 erkrankte Franco, der immer deutlichere Zeichen von Senilität gezeigt hatte, an Grippe und erlitt kurz darauf drei Herzinfarkte. Wochenlang lag der Diktator in einer Agonie; das Elektroenzephalogramm zeigte längst keine Gehirnaktivitäten mehr an. Erst am 20. November 1975 (in Spanien als „20-N“ bekannt) – dem 39. Todestag von José Antonio Primo de Rivera – wurde Francos Tod bekannt gegeben. In seinem Testament ermahnte er die Spanier, dass die Feinde Spaniens und der christlichen Zivilisation nicht ruhen würden und dass sie, die Spanier, sich um den zukünftigen König Spaniens scharen und die Einheit Spaniens bewahren sollten.
Mit Francos Tod war der Franquismus noch nicht am Ende. Die maßgeblichen Stellen des franquistischen Staats, der Nationalrat, der Königliche Rat und die Cortes, waren durch seine Anhänger besetzt. Entsprechend gering war der Spielraum des Königs Juan Carlos I., der noch im selben Jahr 1975 inthronisiert wurde und eine Thronrede hielt, in der er ausführte, dass „eine freie und moderne Gesellschaft die Beteiligung aller in den Entscheidungszentren, den Medien, den unterschiedlichen Ebenen des Erziehungswesens und der Kontrolle des nationalen Wohlstands“ erfordere. Er sehe sich als „König aller Spanier, Wächter der Verfassung und Kämpfer für die Gerechtigkeit“.

## Transición
Zunächst blieben der Premier Carlos Arias Navarro – der ausdrücklich kundtat, den Franquismus weiterführen zu wollen – und seine Regierung im Amt (Arias war seit dem Jahreswechsel 1973/74 im Amt). Spanien war gespalten zwischen der Linken und der Mitte einerseits, die einen Bruch mit dem alten Regime anstrebten, und Guardia Civil, Militär und Movimiento Nacional andererseits, die nur kleine Reformen, keineswegs aber einen vollständigen Umbau des Staates mittragen wollten.
Unter dem Eindruck von Massendemonstrationen bis hin zu blutigen Auseinandersetzungen, die im Massaker von Vitoria kulminierten, reichte Arias auf Verlangen des Königs schließlich seinen Rücktritt ein. Neuer Premier wurde Adolfo Suárez, der Generalsekretär des Movimiento Nacional. Zwar war er ein Mann des alten Regimes, und die Enttäuschung der Reformkräfte war zunächst groß, doch gerade weil ihm die Stützen des Systems vertrauten, konnte Suárez Reformen wagen. Sein Programm umschrieb er wie folgt: „Die Krone hat ihrem Wunsch Ausdruck verliehen, aus Spanien eine moderne Demokratie zu formen. Es ist mein fester Entschluss, dem zu dienen.“
1976 wurde im Zuge einer Strafrechtsreform die Bildung von Parteien wieder legalisiert. Im Zentrum der von Suárez angestoßenen Reform stand eine neue Verfassung, die aus den Cortes, die zuvor ein Ständeparlament gewesen waren, ein allgemein, frei, gleich und geheim gewähltes Zweikammerparlament machte. Juan Carlos’ Anteil an diesen Reformen bestand darin, dass er sich hinter seinen Premier stellte, seine eigene Reputation für ihn in die Waagschale warf und bei den alten Stützen des Systems für die Neubegründung des spanischen Staats warb.
Am 15. Juni 1977 gab es die ersten freien Wahlen. Die Parteien waren schlecht vorbereitet, so war die kommunistische Partido Comunista de España erst zwei Monate zuvor zugelassen worden. Es kam zu Entführungen und Attentaten sowohl von linken extremistischen Organisationen wie der GRAPO und ETA als auch der Rechten, wie das Blutbad von Atocha, bei dem Anwälte getötet wurden.
Das Ergebnis dieser Wahlen war ein Sieg der Unión de Centro Democrático (UCD) mit 34 % der Stimmen, gefolgt von der sozialistischen Partido Socialista Obrero Español (29 % der Stimmen). Die Partido Comunista de España blieb mit 9 % der Stimmen weit hinter den Erwartungen. Die Alianza Popular der Anhänger Francos erreichte 8 % der Stimmen. Adolfo Súarez, UCD, wurde neuer Regierungschef. Die politischen Parteien verständigten sich im gleichen Jahr mit dem Pakt von Moncloa um die wirtschaftliche Lage mit 14.000 Millionen Dollar Auslandsschulden in Griff zu bekommen.
1978 nahm die spanische Bevölkerung mit 88%iger Mehrheit mit dem Verfassungsreferendum die Verfassung an, die Spanien zu einer parlamentarischen Monarchie machte. Unter anderem wurde darin das Frauenwahlrecht, das während des Franco-Regimes nicht hatte ausgeübt werden können, erneuert. Erster Ministerpräsident des demokratischen Spanien wurde Adolfo Suárez.

### Letztes Aufbäumen der Diktatur
Am 23. Februar 1981 versuchten Angehörige der Armee unter General Jaime Milans del Bosch und der paramilitärischen Polizeitruppe Guardia Civil unter Oberst Antonio Tejero einen Militärputsch. Tejero stürmte dabei das Parlament, wo Leopoldo Calvo-Sotelo gerade zum Regierungschef gewählt werden sollte. Die Mitglieder des Parlaments wurden als Geiseln gehalten. Mit dem Auftreten des Königs als Oberbefehlshaber der Armee, der sich im Rahmen einer landesweit ausgestrahlten Fernsehansprache für die Demokratie aussprach und das Militär auf seine Seite zog, konnte der Staatsstreich noch in der Nacht vereitelt werden. Dieses Datum wird von den Spaniern als 23-F bezeichnet.
Die wichtigste Nachfolgeorganisation der Falange, die von Blas Piñar geleitete Fuerza Nueva (später Frente Nacional) spielte seit den Achtzigern keine Rolle mehr, nicht zuletzt, weil der Partido Popular das Spektrum rechts des PSOE erfolgreich abdeckte und die Nachfolgeorganisationen „mit dem untüchtigen und verhassten Franco-Regime identifiziert wurden. […] Selbst jene, die Francos Regime unterstützt hatten, mussten zugeben, dass sich in den letzten Jahrzehnten eine politische, soziale und wirtschaftliche Revolution in Spanien vollzogen hatte und dass das Franco-Regime nicht wiederzuerwecken war.“

### Vergangenheitsbewältigung
Der Spanische Bürgerkrieg und die politischen Säuberungen der Nachkriegsjahre wurden in der spanischen Öffentlichkeit durch einen über alle Parteigrenzen hinausgehend stillschweigend vereinbarten „Pakt des Schweigens“ (pacto de silencio, auch pacto del olvido ‚Pakt des Vergessens‘) bis in die 1990er Jahre hinein kaum thematisiert. Erst seit der Jahrtausendwende ist ein gesteigertes Interesse festzustellen. Einen breitenwirksamen Impuls zur Aufarbeitung des Bürgerkriegs von 1936 setzte in den 1990er Jahren der Film Land and Freedom. Seit etwa der Jahrtausendwende werden die Massengräber (fosas comunes) aus der Zeit während und nach dem Bürgerkrieg geöffnet. Die spanische Regierung hat eine Datenbank und Karten zu den bisher landesweit gefundenen Massengräbern veröffentlicht.
Es wurde kontrovers diskutiert, dass an zahlreichen Stellen das falangistische Pfeilbündel und auf Straßentafeln der Name des Diktators zu sehen war. Im Laufe der nächsten Jahre wurden sämtliche Straßen umbenannt und Statuen aus dem öffentlichen Raum entfernt. In der ersten Jahreshälfte 2005 kam es auf Betreiben der PSOE-Regierung zur Entfernung zweier verbliebener Franco-Statuen aus Madrid und Guadalajara, die von Protesten konservativer Gegner und Zwischenfällen begleitet wurden. Einen weiteren politischen Streitpunkt bildete der Umgang mit dem Leichnam Francos und des Falange-Anführers José Antonio Primo de Rivera sowie mit dem unter Francos Regime errichteten Grabmonument Valle de los Caídos in der Sierra de Guadamara bei Madrid, in dem zunächst beide bestattet waren. 2007 verbot das 2022 aufgehobene Ley de Memoria Histórica politische Veranstaltungen an diesem Ort, die bis dahin immer am Todestag Francos und Primo de Riveras (20-N) stattgefunden hatten. Am 24. August 2018 beschloss die Regierung des sozialdemokratischen Ministerpräsidenten Pedro Sánchez die Umbettung des Leichnams Francos. Seine Nachfahren kündigten gerichtliche Schritte an, um die Umbettung zu verhindern. Diese blieben erfolglos, die Umbettung erfolgte am 24. Oktober 2019 auf den Friedhof El Pardo-Mingorrubio in einem Madrider Vorort, der Leichnam von Primo de Rivera verblieb dort.